# Staré Hutě (Kaliště)
Staré Hutě (německy Althütten) je vesnice, část obce Kaliště v okrese Pelhřimov. Nachází se asi 2 km na severovýchod od Kaliště. V roce 2009 zde bylo evidováno 64 adres. V roce 2001 zde trvale žilo 7 obyvatel.
Staré Hutě leží v katastrálním území Kaliště o výměře 7,79 km2.

## Další fotografie

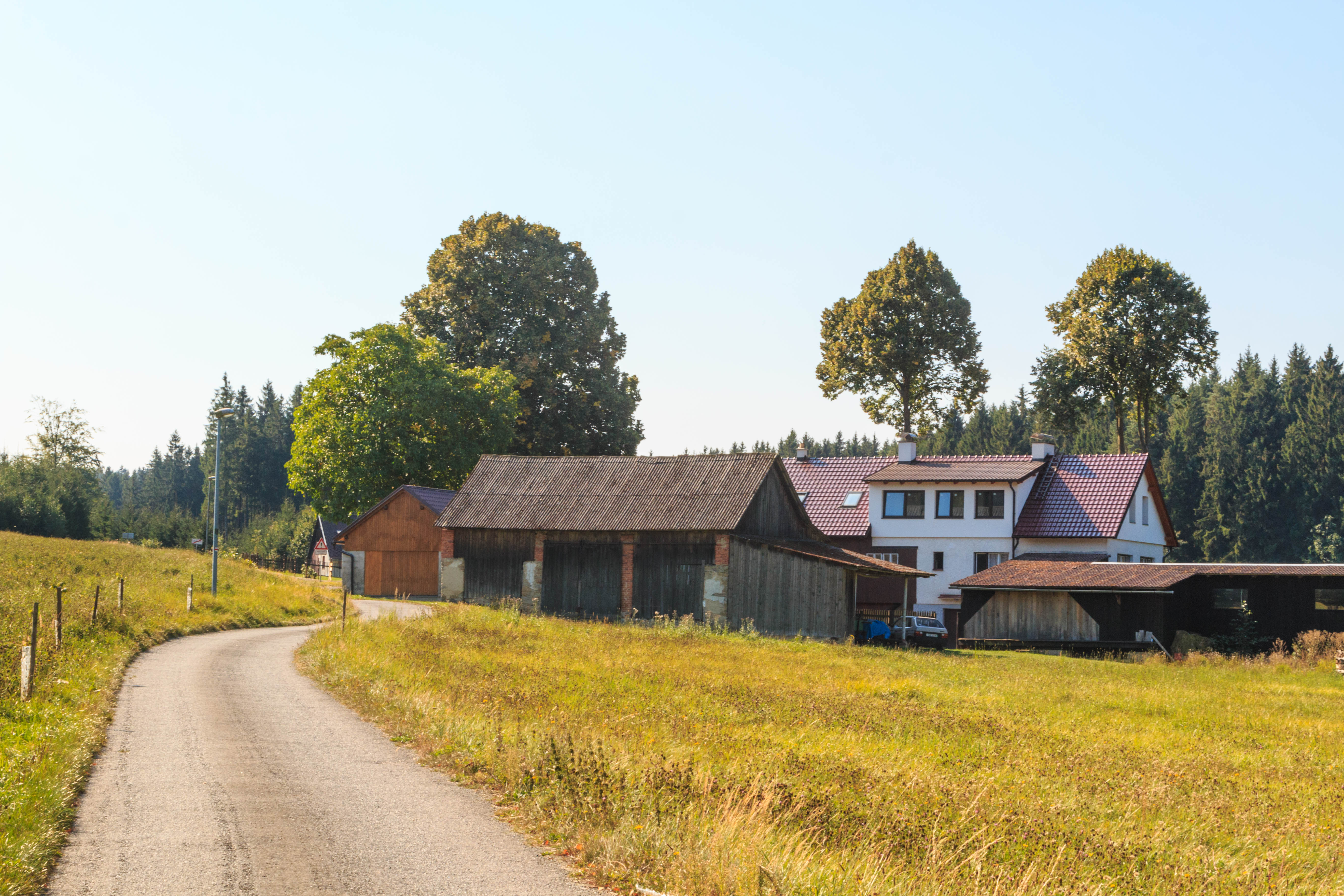
Staré Hutě u Kaliště – čp. 6
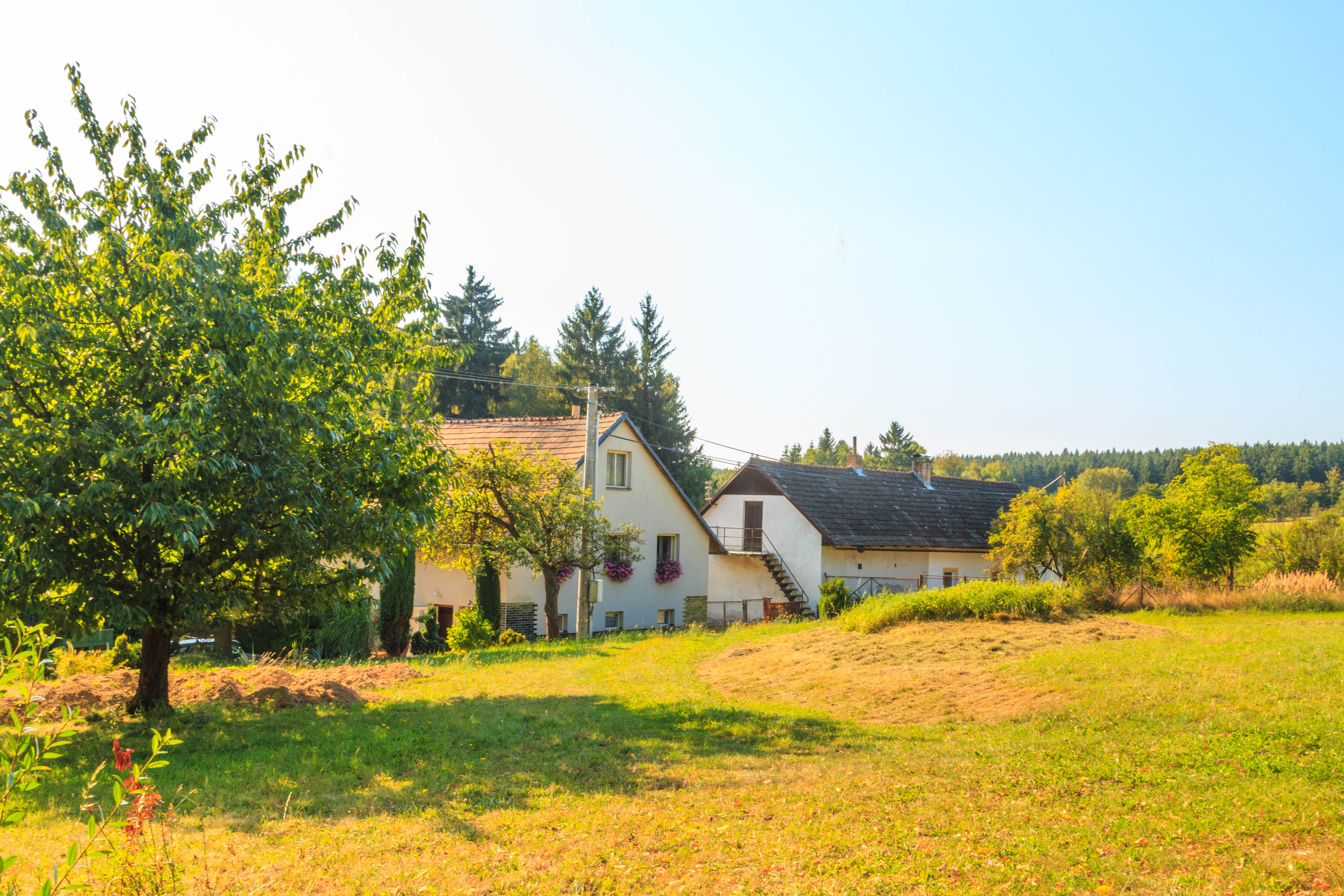
Staré Hutě u Kaliště – čp. 2
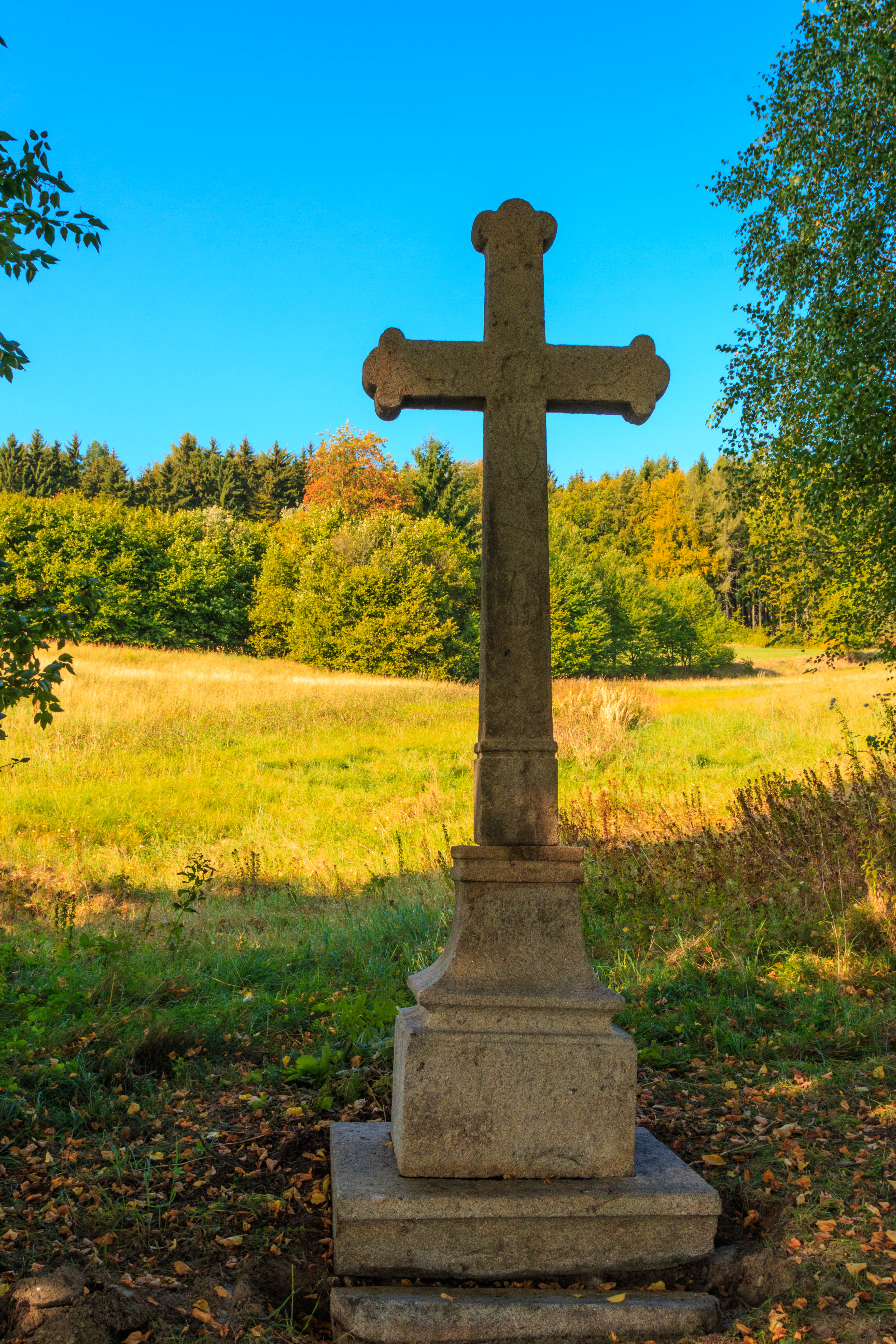
Staré Hutě u Kaliště – kříž
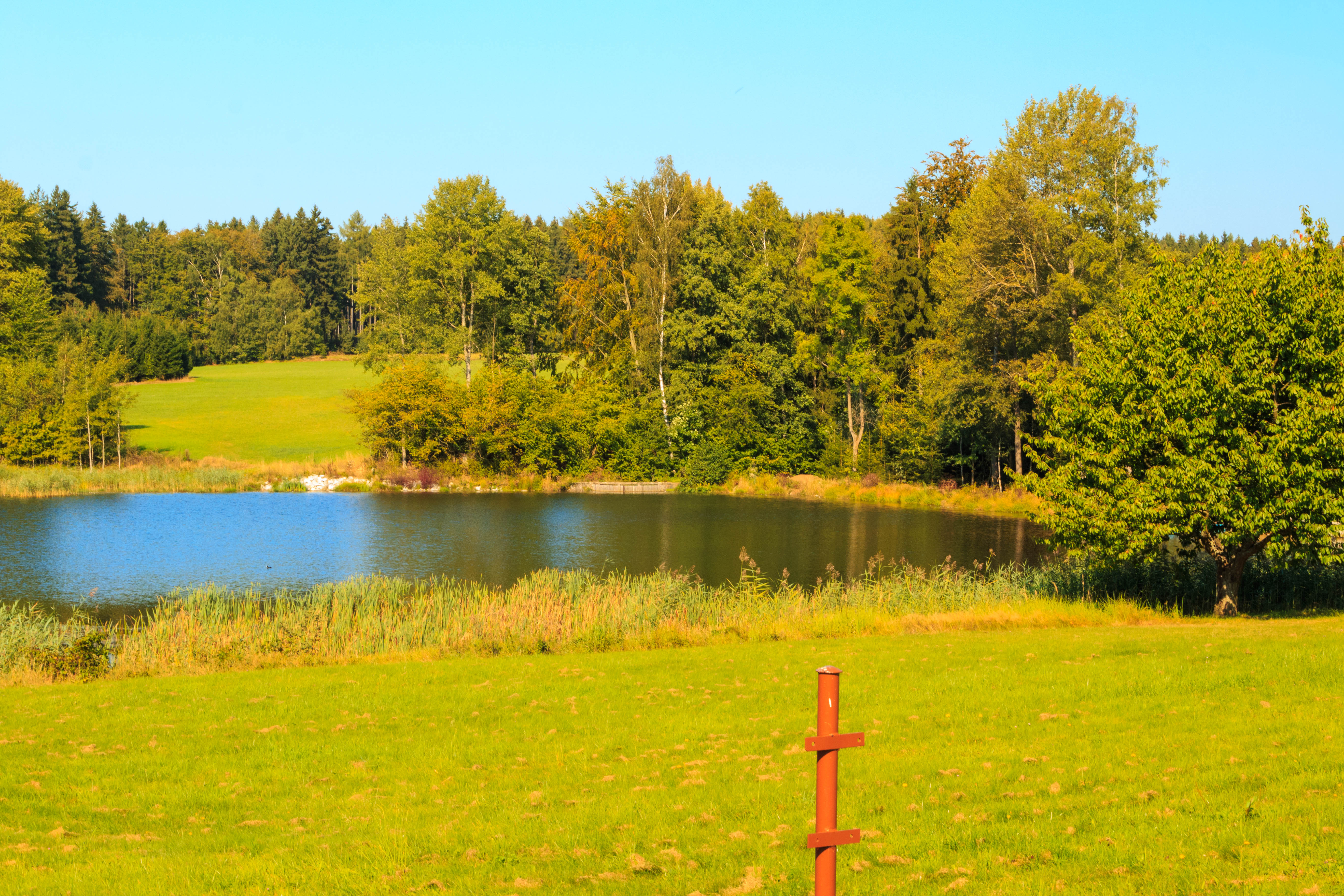
Staré Hutě u Kaliště – rybník Pařez